# Будинок Марії Заньковецької (Ніжин)
Будинок Марії Заньковецької — пам'ятка історії місцевого значення у Ніжині.

## Історія
Рішенням виконкому Чернігівської обласної ради народних депутатів трудящих від 31.05.1971 № 286 надано статус «пам'ятник історії місцевого значення» з охоронним № 119 під назвою «Будинок, де жила М. К. Заньковецька (1854—1934 рр.), одна з основоположниць українського професійного театру, народна артистка УРСР».

## Опис
Будинок збудований наприкінці ХІХ століття. Одноповерховий, рубаний, фанерований цеглою, будинок на цегляному фундаменті, з 6 вікнами по фасаду під солом'яним дахом. Тиловий фасад виходив у садок, на липову алею, посаджену батьками Марії Заньковецької. Алея вела до ставка з крутими берегами.
У цьому будинку актриса Марія Заньковецька проживала періодично у 1904—1919 роках. У 1906 році вона знову повернулася до Ніжина, де брала участь в аматорських драматичних спектаклях. Торішнього серпня 1906 року її тут відвідав Микола Садовський. У наступні роки Марія Заньковецька працювала у постійному українському театрі, тому до Ніжина приїжджала на відпочинок лише у 2-й половині 1913 року та на початку 1914 року. Вона провела в Ніжині осінь 1917 — зиму 1918, що пов'язано з хворобою, смертю матері та хворобою самої актриси. Вона організувала народний театр, у роботі якого брали участь молоді актори. Востаннє Марія Заньковецька приїжджала до Ніжина у червні 1919 року.
У 1960 року на фасаді будинку було встановлено меморіальну табличку Марії Заньковецької.